# Gitobu Imanyara
Gitobu Imanyara est avocat et journaliste au Kenya. C'est un leader de la lutte pour la démocratie et le respect de la constitution kényane depuis la suppression du multipartisme en 1982. 

## Biographie
Parfois décrit comme un avocat des droits de l'homme, souvent dérangeant pour le parti du MOI en place, il va passer plus de deux ans emprisonné en quartiers de haute sécurité (de 1987 à 1989).
Il fonde après sa libération le journal Nairobi Law Monthly,  « un des journaux les plus audacieux de la fin du vingtième siècle » selon le Democracy Reader. On retiendra particulièrement l'article « Débat historique : Loi, démocratie, et politique multi-partis au Kenya. » en 1990. 

À la suite de cette publication il sera arrêté deux fois et mis en isolement dans un quartier psychiatrique.
Il obtient entre autres le soutien de l'association mondiale des journaux (AMJ) qui lui remet la plume d'or de la liberté en 1991 en le décrivant comme l'« une des rares personnes dont l'inclination à la liberté dépasse la peur d'être arrêté, emprisonné ou torturé et qui maintient de si nombreux silences face aux tyrannies politiques ».
Il est aujourd'hui secrétaire général du forum de la restauration de la démocratie au Kenya.

## Citation
« Il est possible d'écraser un corps humain, parce qu'il est frêle et fini ... Mais personne, même puissant, ne peut écraser un idéal. »